# Parnassia asarifolia
Parnassia asarifolia är en benvedsväxtart som beskrevs av Étienne Pierre Ventenat. Parnassia asarifolia ingår i släktet Parnassia och familjen Celastraceae. Inga underarter finns listade.